# Canal Fulton (Ohio)
Pour les articles homonymes, voir Canal Fulton.
Canal Fulton est une ville américaine située dans le comté de Stark, dans l'Ohio. Selon le recensement de 2020, sa population est de 5 325 habitants.